# Вибухи в Стамбулі 10 грудня 2016 року
Вибухи в Стамбулі 10 грудня 2016 року — терористичний акт в Стамбулі, що стався в центрі міста в районі Бешикташ. За останніми даними, загинули 38 осіб (30 з них поліцейські), поранені 166 осіб.

## Хронологія подій
Два вибухи сталися в Стамбулі увечері 10 грудня 2016 року, один з них стався о 22 годині 30 хвилин за місцевим часом біля стадіону «Водафон Арена», де проходила гра чемпіонату Туреччини між командами «Бешикташ» і «Бурсаспор», вибух замінованого автомобіля стався біля автобуси зі спецназом турецького МВС, який охороняв порядок на матчі, інший — в районі парку Долмабахче через деякий час після першого вибуху.

## Реакція
Президент Реджеп Ердоган назвав подію терактом, пообіцявши продовжувати боротьбу з терористами і скасував свій візит в Казахстан. Прем'єр-міністр Біналі Їлдирим назвав організаторів вибухів «ворогами людства». Віце-прем'єр Туреччини Нурман Куртулмуш назвав організатором теракту заборонену Робітничу партію Курдистану.
У зв'язку з терактами в Туреччині був оголошений національний траур. Свої співчуття у зв'язку з терактом висловили, зокрема, президент і прем'єр-міністр Російської Федерації, президенти Грузії, України та Естонії, генсек НАТО Єнс Столтенберг і генсек ООН Пан Гі Мун.